# Tipula angela
Tipula angela är en tvåvingeart som beskrevs av Mannheims 1963. Tipula angela ingår i släktet Tipula och familjen storharkrankar. Inga underarter finns listade i Catalogue of Life.